# 3dfx
3dfx Interactive (conhecida no seu início como 3Dfx com o "D" maiúsculo) foi uma empresa especializada na fabricação de processadores gráficos para aceleração 3D e, mais tarde, placas gráficas. Após dominar o mercado na segunda metade da década de 1990, no final do ano 2000 sofreu uma das maiores quedas da indústria dos PCs. Sua sede ficava em San José, Califórnia até que, às vésperas de sua falência, suas propriedades intelectuais (e muitos de seus empregados) foram adquiridos pela rival NVIDIA.

## História

### Primórdios
Fundada em 1994 pelos ex-funcionários da Silicon Graphics; Ross Smith, Gary Tarolli e Scott Sellers com financiamento da TechFarm de Gordie Campbell, a 3Dfx lançou seu famoso chipset gráfico Voodoo Graphics em 1996. A empresa apenas fabricava os processadores e as placas de referência, sem vender o produto ao consumidor final; agia apenas como um fornecedor OEM para as empresas fabricantes das placas, que reprojetavam, montavam, divulgavam e vendiam suas próprias placas equipadas com o processador Voodoo.
A 3Dfx se tornou popular inicialmente devido ao seu sucesso no mercado de arcades, na época, os jogos nos arcades ainda possuiam uma grande vantagem gráfica com relação aos seus equivalentes domésticos. O primeiro jogo para arcade com o processador 3Dfx Voodoo foi ICE Home Run Derby em 1996, no decorrer do ano seriam lançados jogos que se tornaram mais famosos como San Francisco Rush da Atari e Wayne Gretsky's 3D Hockey. A qualidade gráfica dos jogos e a sua superioridade frente aos consoles da época - Sega Saturn, PlayStation e Nintendo 64 - atraiu a atenção da imprensa e dos consumidores para a marca, que já preparava a sua chegada ao mercado dos PCs.

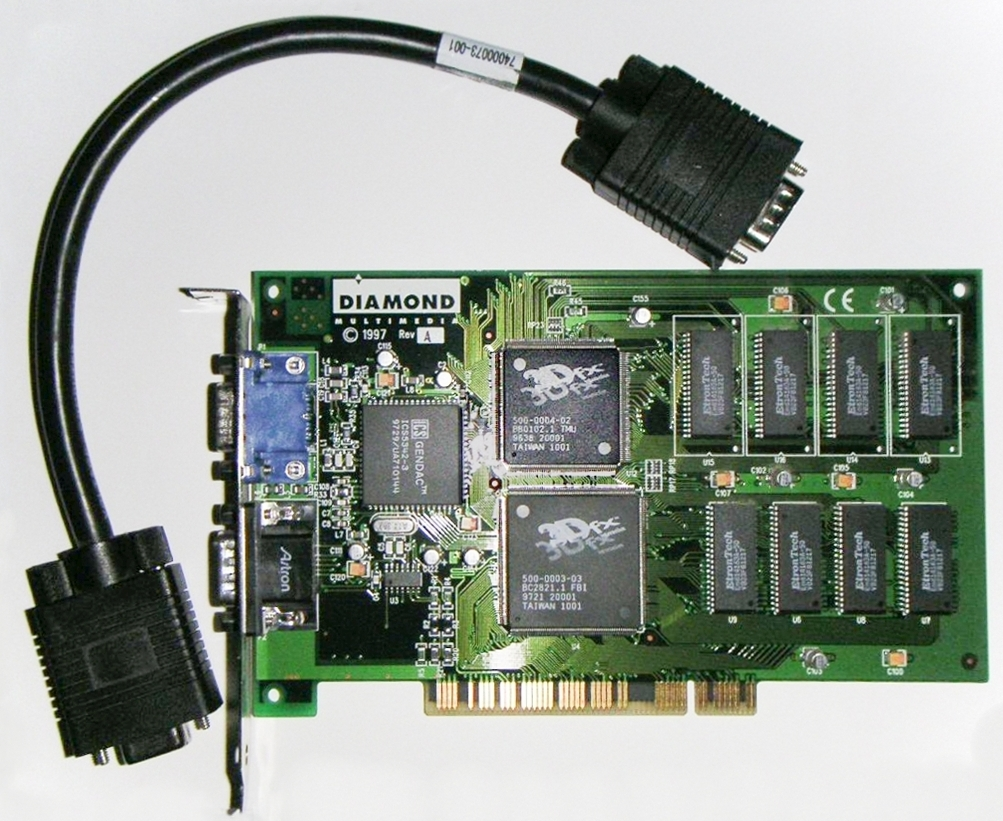
Uma placa com Voodoo 1, com o cabo de interligação

Uma queda súbita na cotação da memória EDO RAM garantiu a viabilidade das placas com o processador Voodoo Graphics, que era junto com os processadores Rendition Vérité V1000 e PowerVR PCX1 os primeiros aceleradores gráficos 3D que, além de tornar os jogos graficamente mais elaborados, os faziam com ganho de desempenho - desempenho que era pífio com os primeiros processadores como o ViRGE da S3 Graphics.

### Voodoo 1
Voodoo 1, como o Voodoo Graphics seria conhecido, se distingüia pela sua falta de um controlador de vídeo, necessitando uma placa VGA dedicada e um slot PCI a mais. A placa Voodoo só entrava em ação quando o PC em que estava instalada executava um aplicativo programado para usar a placa. A conexão entre a placa VGA e a aceleradora Voodoo se dava por um cabo externo, o que gerava uma degradação de sinal (ainda analógico na época), mas aceita pelo público em troca dos efeitos e da aceleração gráfica.
Entre os concorrentes, solução semelhante foi utilizada pela PowerVR, enquanto a Rendition e outras ofereciam soluções integradas, no entanto, nenhum chegou a alcançar a popularidade atingida pela Voodoo 1.

### Glide API
Ver artigo completo: Glide API
Para garantir um melhor desempenho, a 3Dfx desenvolveu uma API proprietária, Glide para que os programadores dos jogos pudessem usar em seus jogos 3D, permitindo que eles acessassem a placa de vídeo diretamente. Era basicamente uma API derivada do OpenGL implementada em hardware. Essa estratégia diferia das adotadas por OpenGL, QuickDraw 3D (da Apple) e o futuro Direct3D por não ser uma interface utilizável por outras placas, o que garantia uma vantagem estratégica à 3Dfx.
Essa vantagem com o tempo se tornou um problema para os criadores de jogos, que tinham que otimizar seus jogos para múltiplas APIs, para cada placa de vídeo. O que motivou a utilização de padrões comuns como o OpenGL e Direct3D. No entanto a utilização dessas APIs na época ainda não permitia o mesmo desempenho possível com o Glide, e muitos jogos compatíveis com ele continuaram a ser lançados durante muito tempo.
O uso que tornou o Glide popular foi a adaptação do jogo Quake da id Software para o driver MiniGL da 3Dfx, que incorporava apenas os recursos OpenGL utilizados pelo jogo.
Por volta do ano 2000, as otimizações das APIs concorrentes OpenGL e Direct3D, além da popularização das placas concorrentes, tornou o Glide obsoleto.

### Voodoo Rush
Em agosto de 1997, a 3Dfx lançou o chipset Voodoo Rush, combinando o processador Voodoo com um processador de vídeo 2D da Alliance Semiconductor na mesma placa, dispensando o uso de uma placa de vídeo separada. O desempenho era inferior ao de uma Voodoo 1, basicamente por ambos processadores dividirem a interface de memória, acarretando um prejuízo de 10% no desempenho. Versões posteriores lançadas pela Hercules possuiam 8MB de memória de vídeo e uma frequência de processamento 10% maior para compensar a perda de desempenho, o que não foi suficiente para desfazer a má impressão criada pelo modelo original.
Uma terceira versão foi produzida utilizando um processador 2D Cirrus Logic ao invés do modelo original. Corrigiu os problemas de conflitos de transferência PCI e de memória, no entanto, poucos fabricantes se interessaram pelo modelo e um número reduzido de placas foi produzido, até o fim da família Voodoo Rush no começo de 1998.

### Voodoo2
Em 1998, foi lançado o sucessor da Voodoo, a popular Voodoo2. Arquiteturalmente semelhante à sua antecessora, possuiam uma segunda unidade de textura, permitindo que duas texturas fossem renderizadas em um único ciclo de trabalho. A Voodoo2 possuía também uma frequência de processamento maior (110 MHz contra 90 MHz), uma maior largura de banda de memória (192 bits contra 128 bits) e suporte a quantidades maiores de memória (até 8MB para texturas e 4MB para buffer de imagem, comparado com os 4MB/2MB da Voodoo). Uma placa Voodoo2 podia exibir uma resolução máxima de 800x600 com qualidade de textura superior à antecessora.
Um dos problemas da Voodoo2 era a utilização de três processadores em uma placa, enquanto os produtos concorrentes como o ATI Rage Pro, NVIDIA Riva 128 e Rendition Vérité 2200 necessitavam de apenas um processador.
Apesar disso, e da limitação de cores em modo 3D a 16 bits (65.536 cores), nenhum outro produto era capaz de produzir um desempenho a par do produzido pela Voodoo2, que possuía ainda um reconhecimento de marca inigualável. Apenas a chegada da placa 2D/3D integrada Riva TNT meses depois ofereceria concorrência à supremacia da Voodoo2.

#### SLI
Uma das opções oferecidas pela Voodoo2 era o recurso Scan-Line Interleave (SLI). Em modo SLI, duas placas Voodoo2 eram conectadas, cada uma desenhando metade das linhas horizontais da tela. Pelo preço de uma segunda placa Voodoo2, o usuário podia praticamente dobrar o desempenho 3D. Outra vantagem do modo SLI era o aumento da resolução máxima de tela para 1024x768. Apesar do alto custo envolvido e da inconveniência de se usar três placas de vídeo, o modo SLI da Voodoo2 estabeleceu um patamar na época sem comparação.
Esta capacidade não foi mais oferecida nos modelos 3Dfx seguintes, apesar da tecnologia ter sido usada para conectar os processadores VSA-100 em paralelo na Voodoo 5. Com a aquisição da 3dfx pela NVIDIA, em 2004 a marca SLI foi relançada (desta vez como Scalable Link Interface) em sua família GeForce 6. A ATI Technologies também lançou sua própria implementação com múltiplas placas, sob o nome de Crossfire. Apesar do funcionamento semelhante, ambos usam técnicas totalmente diferentes do modo SLI original.

## Especulações sobre o fim
O fim da 3Dfx é um assunto repleto de controvérsias e boatos. Alguns atribuem seu fim aos gastos exorbitantes como refeições e brindes, que continuaram até perto de sua venda. No entanto, a tese mais aceita atribui a sua queda a erros de gerenciamento. A insistência em criar um chipset 2D/3D integrado, como o da Voodoo Banshee e Voodoo3, custou milhões de dólares e participação de mercado, além de desviar recursos do projeto Rampage, originalmente pensado como o sucessor da Voodoo2. O ciclo de lançamentos da principal concorrente, NVIDIA, de seis em seis meses, intercalando revisões maiores e menores, permitiu que a empresa tivesse sempre produtos novos em um curto espaço de tempo e maior tolerância a erros, que no caso da 3dfx se provaram fatais.
O projeto Rampage que, apesar dos esforços da empresa, jamais chegou ao mercado, teve um protótipo concluído apenas em dezembro do ano 2000, semanas antes da venda das propriedades da 3dfx à NVIDIA. Durante todo o seu ciclo de desenvolvimento, muito dinheiro e pessoal foi realocado para projetos menores como o Napalm (VSA-100), o que adiou seguidamente seu lançamento — originalmente planejado para a Comdex 1998.
Apesar das especulações a respeito do projeto Rampage e de como ele poderia ter salvado a 3dfx, a companhia nunca dominou o conceito dos processadores de alto desempenho com aceleração 2D e baixo custo de fabricação, que se tornou o padrão de facto no mercado de aceleradores gráficos. O sucesso do Rampage dependeria não somente do seu desempenho como também do seu custo de fabricação e conseqüentemente seu preço de venda ao consumidor. No fim, os cenários imaginados não passam de especulações.
- Algumas teorias da conspiração atribuem a queda da 3dfx à Intel, Microsoft e NVIDIA (em parceria com a FutureMark).[2]